# Čepljani
Čepljani är en ort i Kroatien.   Den ligger i länet Istrien, i den västra delen av landet, 190 km väster om huvudstaden Zagreb. Čepljani ligger 72 meter över havet och antalet invånare är 155.
Terrängen runt Čepljani är platt västerut, men österut är den kuperad. Havet är nära Čepljani västerut. Runt Čepljani är det ganska tätbefolkat, med 124 invånare per kvadratkilometer. Närmaste större samhälle är Poreč, 19,7 km söder om Čepljani. Omgivningarna runt Čepljani är en mosaik av jordbruksmark och naturlig växtlighet.